# Bildtext
Bildtext är text som sätts nära en bild (illustration, figur, foto eller liknande), exempelvis böcker och tidningar. Den innehåller en förklaring av bildens betydelse, attribuering eller annan relaterad information.
Bildtexten bör vara koncis och kortfattad. Den är oftast satt i ett annat typsnitt, eller i mindre stil, för att lättare kunna urskiljas ifrån brödtexten.